# Caso Genoa
El Caso Genoa es un escándalo de arreglo de partidos de fútbol ocurrido en Italia en 2005.
El presidente de Genoa Enrico Preziosi, y el presidente de Venezia Franco Dal Cin acordaron el resultado del partido (Genoa 3-Venezia 2) del (11 de junio de 2005) de la Serie B por 250.000 euros.
El 8 de agosto de 2005 la FIGC determinó las siguientes sanciones:
- Genoa: descenso a la Serie C1 y una penalización de 3 puntos.
- Enrico Preziosi: 5 años de sanción.
- Franco Dal Cin: 5 años de sanción.
- Stefano Capozucca: 5 años de sanción.
- Giuseppe Pagliara: 5 años de sanción.
- Michele Dal Cin: 3 años y 1 mes de sanción.
- Roberto Cravero (Torino): 4 meses de sanción.
- Martin Lejsal (jugador Venezia): 6 meses de sanción.
- Massimo Borgobello (jugador Venezia): 5 meses de sanción.

- Datos: Q3661838